# Liste der denkmalgeschützten Objekte in Straning-Grafenberg
Die Liste der denkmalgeschützten Objekte in Straning-Grafenberg enthält die 33 denkmalgeschützten, unbeweglichen Objekte der Gemeinde Straning-Grafenberg.

## Denkmäler
| Foto |                 | Denkmal                                                                | Standort                                                      | Beschreibung | Metadaten |
| ---- | --------------- | ---------------------------------------------------------------------- | ------------------------------------------------------------- | --- | --- |
| ja   | Datei hochladen | Ortskapelle Etzmannsdorf HERIS-ID: 61885 Objekt-ID: 74378              | Etzmannsdorf 30, neben Standort KG: Etzmannsdorf bei Straning | Die Ortskapelle am Anger von Etzmannsdorf, ein schlichter Bau des späten 19. Jahrhunderts mit Satteldach und Westturm, ist durch seitliche Strebepfeiler gestützt und dreiseitig geschlossen. Der Turm, ab dem First achteckig, hat spitzbogige Schallfenster und einen Giebelkranz. Der Innenraum verfügt über ein Tonnengewölbe mit Stichkappen. Der neugotische Hochaltar verfügt über eine Figur des hl. Johannes Nepomuk aus der zweiten Hälfte des 18. Jahrhunderts. Zur weiteren Ausstattung zählen ein Kruzifix aus der Mitte des 18. Jahrhunderts sowie ein Bildnis der Maria mit Kind aus dem 19. Jahrhundert. | BDA-Hist.: Q38097798 Status: § 2a Stand der BDA-Liste: 2025-06-30 Name: Ortskapelle Etzmannsdorf GstNr.: 56                                                       |
| ja   | Datei hochladen | Bildstock HERIS-ID: 61888 Objekt-ID: 74381                             | Standort KG: Etzmannsdorf bei Straning                        | An der Einmündung der L1212 in die L1214 steht ein Tabernakelbildstock. Er hat einen Pfeiler mit abgefastem Schaft und Perlstabdekor. Der Schaft ist bezeichnet mit den Namen von Matheus und Elisabeth Patlang und mit der Jahreszahl 1636. Die abschließende Steinpyramide ist beschädigt. | BDA-Hist.: Q38097806 Status: § 2a Stand der BDA-Liste: 2025-06-30 Name: Bildstock GstNr.: 1156                                                                    |
| ja   | Datei hochladen | Bildstock HERIS-ID: 61889 Objekt-ID: 74382                             | Standort KG: Etzmannsdorf bei Straning                        | Der wuchtige, abgefaste Tabernakelbildstock – ein Pfeiler mit Quaderaufsatz – trägt eine unleserliche Jahreszahl, vermutlich 1656. Auf dem Pfeiler steht eine Statuette des hl. Florian aus dem frühen 20. Jahrhundert. Das Denkmal wurde 2011 renoviert. | BDA-Hist.: Q38097816 Status: § 2a Stand der BDA-Liste: 2025-06-30 Name: Bildstock GstNr.: 74/4                                                                    |
| ja   | Datei hochladen | Ehem. Gutshof HERIS-ID: 33940 Objekt-ID: 31762                         | Grafenberg 27 Standort KG: Grafenberg                         | Der ehemals herrschaftliche Hof wurde 1314 (?) erstmals erwähnt. Der Bau ist zur Kirche hin giebelständig und ist durch ein Schopfwalmdach gedeckt. Das Obergeschoß ist durch Steingewändefenster aus dem frühen 17. Jahrhundert geöffnet. Durch ein Rundbogenportal ist der Bau zugänglich. Im Erdgeschoß gibt es tonnengewölbte Räume aus dem 17. Jahrhundert. Der platzlgewölbte Hofflügel geht auf das 18. Jahrhundert zurück. Im Obergeschoß sind Stuckmedaillons und eine Holzdecke des 17. Jahrhunderts zu sehen. Das Gebäude verfügt über zum Teil original kassettierte Türblätter mit Beschlägen und Schlössern, die ebenfalls im 17. Jahrhundert angefertigt wurden. An einer Hausecke sind Reste eines ehemaligen Turms erhalten. | BDA-Hist.: Q37954991 Status: Bescheid Stand der BDA-Liste: 2025-06-30 Name: Ehem. Gutshof GstNr.: 2 Gutshof Grafenberg                                            |
| ja   | Datei hochladen | Ehem. Lilienfelderhof HERIS-ID: 41395 Objekt-ID: 41878                 | Grafenberg 63 Standort KG: Grafenberg                         | Der ehemalige Lilienfelderhof ist ein eingeschoßiger, giebelständiger Bau mit Kellergeschoß. Er zeigt im Giebel ein erneuertes Putzwappen des Stiftes Lilienfeld, das mit „M. G. 1696“ bezeichnet ist. Der Keller ist durch ein rundbogiges Portal zugänglich. Das Haus hat profilierte Steingewändefenster mit gekehlten Sohlbänken sowie an der Traufseite ein Renaissanceportal aus dem späten 16. Jahrhundert. In dessen geradem Sturzfeld ist Rankendekor zu sehen, seitlich eine polychromierte Reliefbüste. Die Türgewände verfügen über Kandelaberdekor. Die Treppenwangen sind mit seitlichen Voluten aus der Mitte des 18. Jahrhunderts versehen. | BDA-Hist.: Q38000189 Status: Bescheid Stand der BDA-Liste: 2025-06-30 Name: Ehem. Lilienfelderhof GstNr.: 121                                                     |
| ja   | Datei hochladen | Pfarrhof HERIS-ID: 33941 Objekt-ID: 31763                              | Grafenberg 78 Standort KG: Grafenberg                         | Der zweigeschoßige Pfarrhof ist durch ein Walmdach gedeckt. Er wurde im Jahre 1802 errichtet und ist von einer Bruchsteinmauer mit Pfeilergatter umgeben. Er ist durch Ecklisenen, profiliertes Traufgesims sowie Fenster mit Putzfaschenrahmung gegliedert. Am Dach erheben sich mächtige Schornsteine. Der Eingang ist mit gedrungenen Obsliskenaufsätzen versehen. Ein Erkeranbau ruht auf einem abgefasten Pfeiler. | BDA-Hist.: Q37955007 Status: § 2a Stand der BDA-Liste: 2025-06-30 Name: Pfarrhof GstNr.: 209                                                                      |
| ja   | Datei hochladen | Figurenbildstock Maria Immaculata HERIS-ID: 61900 Objekt-ID: 74394     | Grafenberg 78 Standort KG: Grafenberg                         | Vor dem Pfarrhof steht auf geschwungenem Sockel eine Figur der Maria Immaculata aus dem Jahre 1713. | BDA-Hist.: Q38097854 Status: § 2a Stand der BDA-Liste: 2025-06-30 Name: Figurenbildstock Maria Immaculata GstNr.: 210                                             |
| ja   | Datei hochladen | Fundzone Steinperz HERIS-ID: 46144 Objekt-ID: 47825                    | Steinperz Standort KG: Grafenberg                             | In der Fundzone Steinperz, die sich über mehrere Parzellen südlich des Pfarrhofes erstreckt, wurden Reste einer germanischen Siedlung (Inventar aus Keramik und Bronze, Getreidereste sowie Tierknochen) entdeckt. | BDA-Hist.: Q38019506 Status: Bescheid Stand der BDA-Liste: 2025-06-30 Name: Fundzone Steinperz GstNr.: 1233/2, 1233/3, 1236/1, 1236/2, 1230/2, 1231, 1230/1, 1229 |
| ja   | Datei hochladen | Friedhof christlich HERIS-ID: 61890 Objekt-ID: 74383                   | Grafenberg 28, neben Standort KG: Grafenberg                  | Der Friedhof am östlichen Ortsausgang ist von einer Bruchsteinmauer mit Pfeilerportal umgeben. Es befinden sich darauf unter anderem barocke Grabsteinen von Anfang bis Mitte des 18. Jahrhunderts, eine Pietà aus der Zeit um 1800 sowie Ädikulagrabsteine aus dem frühen 19. Jahrhundert. | BDA-Hist.: Q38097826 Status: § 2a Stand der BDA-Liste: 2025-06-30 Name: Friedhof christlich GstNr.: 5                                                             |
| ja   | Datei hochladen | Dreifaltigkeitssäule HERIS-ID: 61897 Objekt-ID: 74390                  | Standort KG: Grafenberg                                       | An der Abzweigung der L1212 von der L42 steht auf gedrungenem Sockel eine mit Engelsköpfen und Wolken besetzte Säule aus der Mitte des 18. Jahrhunderts, die von einer Figur der Hl. Dreifaltigkeit abgeschlossen wird. | BDA-Hist.: Q38097836 Status: § 2a Stand der BDA-Liste: 2025-06-30 Name: Dreifaltigkeitssäule GstNr.: 2561/4                                                       |
| ja   | Datei hochladen | Figurenbildstock hl. Johannes Nepomuk HERIS-ID: 61898 Objekt-ID: 74391 | Standort KG: Grafenberg                                       | Auf einem mit 1735 bezeichneten profilierten Sockel steht die Figur des Johannes Nepomuk. | BDA-Hist.: Q38097845 Status: § 2a Stand der BDA-Liste: 2025-06-30 Name: Figurenbildstock hl. Johannes Nepomuk GstNr.: 2561/3                                      |
| ja   | Datei hochladen | Bildstock HERIS-ID: 61903 Objekt-ID: 74397                             | Standort KG: Grafenberg                                       | Am Ortsausgang nach Eggenburg steht ein abgefaster Pfeiler mit Tabernakelaufsatz und einem Pyramidendach mit Steinkreuz aus der zweiten Hälfte des 16. Jahrhunderts. | BDA-Hist.: Q38097864 Status: § 2a Stand der BDA-Liste: 2025-06-30 Name: Bildstock GstNr.: 2625/1                                                                  |
| ja   | Datei hochladen | Bildstock HERIS-ID: 61906 Objekt-ID: 74400                             | Standort KG: Grafenberg                                       | Der Säulenstumpf aus der Mitte des 18. Jahrhunderts trägt reliefierte Engelsköpfe und eine Fegefeuerszene. Anmerkung: Der Bildstock wurde restauriert. Neues Bild notwendig. | BDA-Hist.: Q38097875 Status: § 2a Stand der BDA-Liste: 2025-06-30 Name: Bildstock GstNr.: 763                                                                     |
| ja   | Datei hochladen | Kath. Pfarrkirche hl. Kreuz HERIS-ID: 49774 Objekt-ID: 53887           | Grafenberg 30, gegenüber Standort KG: Grafenberg              | Die Pfarrkirche hl. Kreuz ist ein einheitlicher, klassizistischer, genordeter Bau von 1801. Die alte Kirche am Standort des heutigen Pfarrhofs war 1798 abgetragen worden. Das lisenengegliederte, einschiffige Gotteshaus verfügt über einen vorgebauten Südturm und einen leicht eingezogenem, korbbogig geschlossenen Chor. An der Westseite liegt eine korbbogige, niedrige Kapelle; östlich ein zweigeschoßiger Sakristeianbau mit einer Stiege zur Kanzel und einem Pultdach. Langhaus und Chor haben abgerundete Kanten, Rundbogenfenster, profiliertes Traufgesims und ein Ziegelsatteldach. Zwischen Blendgiebeln mit Vasenaufsätzen erhebt sich der dreigeschoßige Turm. Dessen Glockengeschoß ist mit Eckpilastern und rundbogigen Schallfenstern ausgestattet. Er wird von einem Uhrengiebel und einem Pyramidendach bekrönt. Das gebänderte Untergeschoß ist durch ein rechteckiges Portal zugänglich. Darüber ist eine segmentbogige Figurennische zu sehen. | BDA-Hist.: Q14540790 Status: § 2a Stand der BDA-Liste: 2025-06-30 Name: Kath. Pfarrkirche hl. Kreuz GstNr.: 1 Pfarrkirche Grafenberg                              |
| ja   | Datei hochladen | Pfarrhof HERIS-ID: 35153 Objekt-ID: 33780                              | Straning 1 Standort KG: Straning                              | Der durch einen gedeckten Gang mit der Kirche verbundene Pfarrhof ist eine zweigeschoßige, dreiflügelige Anlage mit Walmdächern aus dem 18. Jahrhundert, mit einem Baukern möglicherweise aus dem 17. Jahrhundert. Die Fassade ist gebändert. Im Obergeschoß gibt es Fensterrahmungen aus der Zeit um 1900. Der Bau ist durch ein rundbogiges Portal mit gekehltem und profiliertem Gewände zugänglich. Hofseitig am Wirtschaftsteil sind Steingewändefenster zu sehen. Die Durchfahrt zum Hof ist tonnengewölbt und trägt an der Hofseite ein profiliertes Doppelwappen des 18. Jahrhunderts. Die Räume im Obergeschoß verfügen über Stuckspiegel mit Bandlwerkdekor, ein Raum über Eckmedaillons und Putten. Zur weiteren Ausstattung zählt unter anderem ein barocker Ofen. Der Treppenaufgang hat eine Steinbalustrade. In Verwahrung hat das Pfarrhaus barocke Figuren und Bilder.                                                                                    | BDA-Hist.: Q37961778 Status: § 2a Stand der BDA-Liste: 2025-06-30 Name: Pfarrhof GstNr.: 4                                                                        |
| ja   | Datei hochladen | Figurenbildstock hl. Johannes Nepomuk HERIS-ID: 61930 Objekt-ID: 74424 | bei Straning 19 Standort KG: Straning                         | Auf wuchtigem Sockel steht auf einer von Engeln getragenen Wolkenpyramide unter einem schützenden Blechdach die Figur des hl. Johannes Nepomuk aus dem Jahre 1740. | BDA-Hist.: Q38097927 Status: § 2a Stand der BDA-Liste: 2025-06-30 Name: Figurenbildstock hl. Johannes Nepomuk GstNr.: 31                                          |
| ja   | Datei hochladen | Figurenbildstock hl. Florian HERIS-ID: 61932 Objekt-ID: 74426          | bei Straning 80 Standort KG: Straning                         | Auf Volutenpostament aus dem dritten Viertel des 18. Jahrhunderts steht die Steinfigur des hl. Florian. | BDA-Hist.: Q38097938 Status: § 2a Stand der BDA-Liste: 2025-06-30 Name: Figurenbildstock hl. Florian GstNr.: 363                                                  |
| ja   | Datei hochladen | Mariensäule HERIS-ID: 110589 Objekt-ID: 128296                         | Straning 114 Standort KG: Straning                            | Im Schulgarten – und daher nicht immer zugänglich – steht auf profilierter Säule das Standbild der hl. Maria. | BDA-Hist.: Q37819642 Status: § 2a Stand der BDA-Liste: 2025-06-30 Name: Mariensäule GstNr.: 1                                                                     |
| ja   | Datei hochladen | Grabdenkmal HERIS-ID: 61908 Objekt-ID: 74402                           | Straning 1, neben Standort KG: Straning                       | Links neben der Kirche steht das Rokokograbmal des Pfarrers und Bauherrn der Kirche, Ludwig Tauchner, aus dem Jahre 1766. | BDA-Hist.: Q38097877 Status: § 2a Stand der BDA-Liste: 2025-06-30 Name: Grabdenkmal GstNr.: 1                                                                     |
| ja   | Datei hochladen | Kaiser Jubiläums Brunnen HERIS-ID: 61917 Objekt-ID: 74411              | Standort KG: Straning                                         | Die Ädikula wurde errichtet zum 60-jährigen Regierungsjubiläum von Kaiser Franz Joseph I. im Jahr 1908. | BDA-Hist.: Q38097883 Status: § 2a Stand der BDA-Liste: 2025-06-30 Name: Kaiser Jubiläums Brunnen GstNr.: 363                                                      |
| ja   | Datei hochladen | Bildstock Pietà HERIS-ID: 61919 Objekt-ID: 74413                       | Straning 159, neben Standort KG: Straning                     | Gegenüber dem Friedhof steht eine 1877 erbaute Wegkapelle mit einer Statuette des hl. Florian in der Giebelnische. In der Nische Steinfigur Pietà und hll. Franziskus und Antonius um 1740. | BDA-Hist.: Q38097892 Status: § 2a Stand der BDA-Liste: 2025-06-30 Name: Bildstock Pietà GstNr.: 79                                                                |
| ja   | Datei hochladen | Figurenbildstock Maria Immaculata HERIS-ID: 61920 Objekt-ID: 74414     | Straning 112, gegenüber Standort KG: Straning                 | Auf einem Voutenpostament mit Chronogramm (1735) steht die Figur der Maria Immaculata. | BDA-Hist.: Q38097901 Status: § 2a Stand der BDA-Liste: 2025-06-30 Name: Figurenbildstock Maria Immaculata GstNr.: 397/1                                           |
| ja   | Datei hochladen | Figurenbildstock Maria Immaculata HERIS-ID: 61921 Objekt-ID: 74415     | Standort KG: Straning                                         | Eine schlanke toskanische Säule auf geschwungenem Postament trägt die Figur der Maria Immaculata. | BDA-Hist.: Q38097912 Status: § 2a Stand der BDA-Liste: 2025-06-30 Name: Figurenbildstock Maria Immaculata GstNr.: 2037                                            |
| ja   | Datei hochladen | Figurenbildstock hl. Donatus HERIS-ID: 61933 Objekt-ID: 74427          | Standort KG: Straning                                         | Auf abgefastem Schaft steht die Figur des hl. Donatius, die um 1700 entstanden ist. | BDA-Hist.: Q38097946 Status: § 2a Stand der BDA-Liste: 2025-06-30 Name: Figurenbildstock hl. Donatus GstNr.: 2040                                                 |
| ja   | Datei hochladen | Wegkapelle Pietà und Pestheilige HERIS-ID: 61937 Objekt-ID: 74431      | Straning 136, gegenüber Standort KG: Straning                 | Südlich des Ortes befindet sich eine Wegkapelle aus der zweiten Hälfte des 17. Jahrhunderts mit Satteldach und Kreuzgratgewölbe. Sie verfügt über eine Giebelnische mit einer Figur des hl. Florian und innen über eine Pietà-Gruppe, zwei Engel und Figuren der hll. Rochus und Sebastian. | BDA-Hist.: Q38097965 Status: § 2a Stand der BDA-Liste: 2025-06-30 Name: Wegkapelle Pietà und Pestheilige GstNr.: 28/4                                             |
| ja   | Datei hochladen | Kath. Pfarrkirche Mariae Himmelfahrt HERIS-ID: 50668 Objekt-ID: 55885  | Straning 1, neben Standort KG: Straning                       | Die Pfarrkirche Mariae Himmelfahrt in Straning ist ein 1737–1752 nach Plänen von Leopold Wißgrill erbautes Gotteshaus mit querhausartig vorgezogenem Mittelteil. | BDA-Hist.: Q2083248 Status: § 2a Stand der BDA-Liste: 2025-06-30 Name: Kath. Pfarrkirche Mariae Himmelfahrt GstNr.: 1 Pfarrkirche Straning                        |
| ja   | Datei hochladen | Bildstock HERIS-ID: 61948 Objekt-ID: 74443                             | bei Wartberg 79 Standort KG: Wartberg                         | Bei der westlichen Ortseinfahrt steht ein Tabernakelpfeiler aus dem Jahr 1677. Im Tabernakel befindet sich eine Marienstatuette. | BDA-Hist.: Q38098010 Status: § 2a Stand der BDA-Liste: 2025-06-30 Name: Bildstock GstNr.: 1141/2                                                                  |
| ja   | Datei hochladen | Kriegerdenkmal Wolkenobelisk HERIS-ID: 61939 Objekt-ID: 74434          | Standort KG: Wartberg                                         | Vor der Kirche befindet sich eine Dreifaltigkeitsskulptur von 1733 auf einem Wolkenobelisken. Das Denkmal ist von einer Balustrade umgeben. | BDA-Hist.: Q38097974 Status: § 2a Stand der BDA-Liste: 2025-06-30 Name: Kriegerdenkmal Wolkenobelisk GstNr.: 611/2                                                |
| ja   | Datei hochladen | Friedhof christlich HERIS-ID: 61940 Objekt-ID: 74435                   | Standort KG: Wartberg                                         | Auf dem Weg von der Ortschaft zur Pfarrkirche liegt der Friedhof. Das Portal hat zwei gemauerte Pfeiler, worauf verwitterte Figuren aus der Mitte des 18. Jahrhunderts stehen. Am Friedhof selbst befindet sich unter anderem ein klassizistischer Grabstein aus der Zeit um 1810 und ein Sarkophag mit Obelisk. Von den barocken Grabsteinen ist einer mit 1764 bezeichnet. | BDA-Hist.: Q38097982 Status: § 2a Stand der BDA-Liste: 2025-06-30 Name: Friedhof christlich GstNr.: 659/1                                                         |
| ja   | Datei hochladen | Figurenbildstock Gnadenstuhl HERIS-ID: 61943 Objekt-ID: 74438          | Wartberg 87, östlich Standort KG: Wartberg                    | Auf einem schlanken Pfeiler ruht eine Gnadenstuhl-Figurengruppe. | BDA-Hist.: Q38097992 Status: § 2a Stand der BDA-Liste: 2025-06-30 Name: Figurenbildstock Gnadenstuhl GstNr.: 822                                                  |
| ja   | Datei hochladen | Bildstock HERIS-ID: 61949 Objekt-ID: 74444                             | Standort KG: Wartberg                                         | Der Bildstock verfügt über einen Quaderaufsatz und ein abschließendes Steinkreuz. | BDA-Hist.: Q38098022 Status: § 2a Stand der BDA-Liste: 2025-06-30 Name: Bildstock GstNr.: 647/2                                                                   |
| ja   | Datei hochladen | Kath. Pfarrkirche hl. Leonhard HERIS-ID: 50791 Objekt-ID: 56146        | Standort KG: Wartberg                                         | Die in dominierender Lage isoliert auf dem Kirchhügel sich erhebende Pfarrkirche hl. Leonhard hat einen hochgotischen Chor aus der Zeit um 1330 und ein spätgotisches Langhaus aus dem frühen 16. Jahrhundert sowie einen barocken, vorgestellten Westturm. Das Gotteshaus ist von einem ummauerten Friedhof umgeben. | BDA-Hist.: Q2083285 Status: § 2a Stand der BDA-Liste: 2025-06-30 Name: Kath. Pfarrkirche hl. Leonhard GstNr.: 610 St. Leonhard (Wartberg)                         |
| ja   | Datei hochladen | Bildstock HERIS-ID: 61952 Objekt-ID: 74447                             | Standort KG: Wartberg                                         | Auf einer profilierten Tabernakelsäule mit abschließender Steinkreuzpyramide befindet sich Maria-Immaculata-Relief aus der zweiten Hälfte des 17. Jahrhunderts. | BDA-Hist.: Q38098031 Status: Bescheid Stand der BDA-Liste: 2025-06-30 Name: Bildstock GstNr.: 773                                                                 |